# كيفن كريمر
كيفن جون كريمر (من مواليد 21 يناير 1961) هو اصغر عضو في مجلس الشيوخ الأمريكي عن ولاية داكوتا الشمالية منذ عام 2019. عضو في الحزب الجمهوري، خدم في مجلس النواب الأمريكي عن منطقة الكونجرس العامة في داكوتا الشمالية من 2013 إلى 2019 .
ترأس كريمر الحزب الجمهوري في داكوتا الشمالية من 1991 إلى 1993 وشغل منصب مدير السياحة بالولاية من 1993 إلى 1997 ومدير التنمية الاقتصادية من 1997 إلى 2000. وعمل في لجنة الخدمة العامة بالولاية من 2003 إلى 2012.

## السنوات الأولى والتعليم والأسرة
وُلِد كريمر في روليت بولاية داكوتا الشمالية، وهو الأول من بين خمسة أطفال لكلاريس (هيلدن) وريتشارد كريمر.نشأ في كيندريد، داكوتا الشمالية، في مقاطعة كاس.تخرج كريمر من مدرسة كيندريد الثانوية. حصل على شهادة البكالوريوس من كلية كونكورديا في مورهيد، مينيسوتا، عام 1983.حصل على درجة الماجستير في الإدارة من جامعة ماري في بسمارك، داكوتا الشمالية، عام 2003.

## الحياة الشخصية
كريس وزوجته كريس لديهما خمسة أبناء وخمسة أحفاد.
يشارك كريمر في رئاسة برنامج Roughrider Honor Flight. يمنح هذا البرنامج قدامى المحاربين في الحرب العالمية الثانية فرصة زيارة النصب التذكاري للحرب العالمية الثانية في واشنطن العاصمة.

## مهنة سياسية مبكرة
بعد الكلية، قام كريمر بحملة لصالح مرشح مفوض الضرائب الجمهوري سكوت هوف في عام 1984.في عام 1986 ، قام بحملة للسناتور الأمريكي مارك أندروز في محاولته لإعادة انتخابه.خسر أندروز أمام السناتور الأمريكي كينت كونراد من حزب الرابطة الديمقراطية غير الحزبي في داكوتا الشمالية.ذهب كريمر للعمل في الحزب الجمهوري للدولة.
عمل كرامر كرئيس لحزب داكوتا الشمالية الجمهوري من 1991 إلى 1993. في سن الثلاثين، كان أصغر شخص يتم تعيينه رئيسًا لحزب في الدولة.
في مايو 1993، عين الحاكم الجمهوري إد شافر مدير السياحة في ولاية كريمر، وسبقه جيم فوجلي وخلفه بوب مارتينسون.شغل هذا المنصب حتى تم تعيينه مديرًا للتنمية الاقتصادية في يونيو 1997، وسبقه تشاك ستروب وخلفه لي بيترسون في ديسمبر 2000.
بعد فترة عمله كمدير للتنمية الاقتصادية، أصبح كريمر مديرًا لمؤسسة هارولد شافر للقيادة في عام 2000. وشغل هذا المنصب حتى عام 2003.

## لجنة الخدمة العامة في داكوتا الشمالية (2003-2012)
في عام 2003، تم تعيين كريمر في لجنة الخدمة العامة من قبل الحاكم الجمهوري جون هوفن.
تم انتخاب كريمر لمدة ست سنوات في لجنة الخدمة العامة في عام 2004 ؛ هزم المرشح رون قومرنغر مرشح 65-35٪.
في عام 2010، تم انتخاب كريمر لولاية ثانية في لجنة الخدمة العامة، متغلبًا على المرشح الديمقراطي براد كرابتري 61-35٪. خدم في اللجنة حتى عام 2012.

## مجلس النواب الأمريكي (2013-2019)

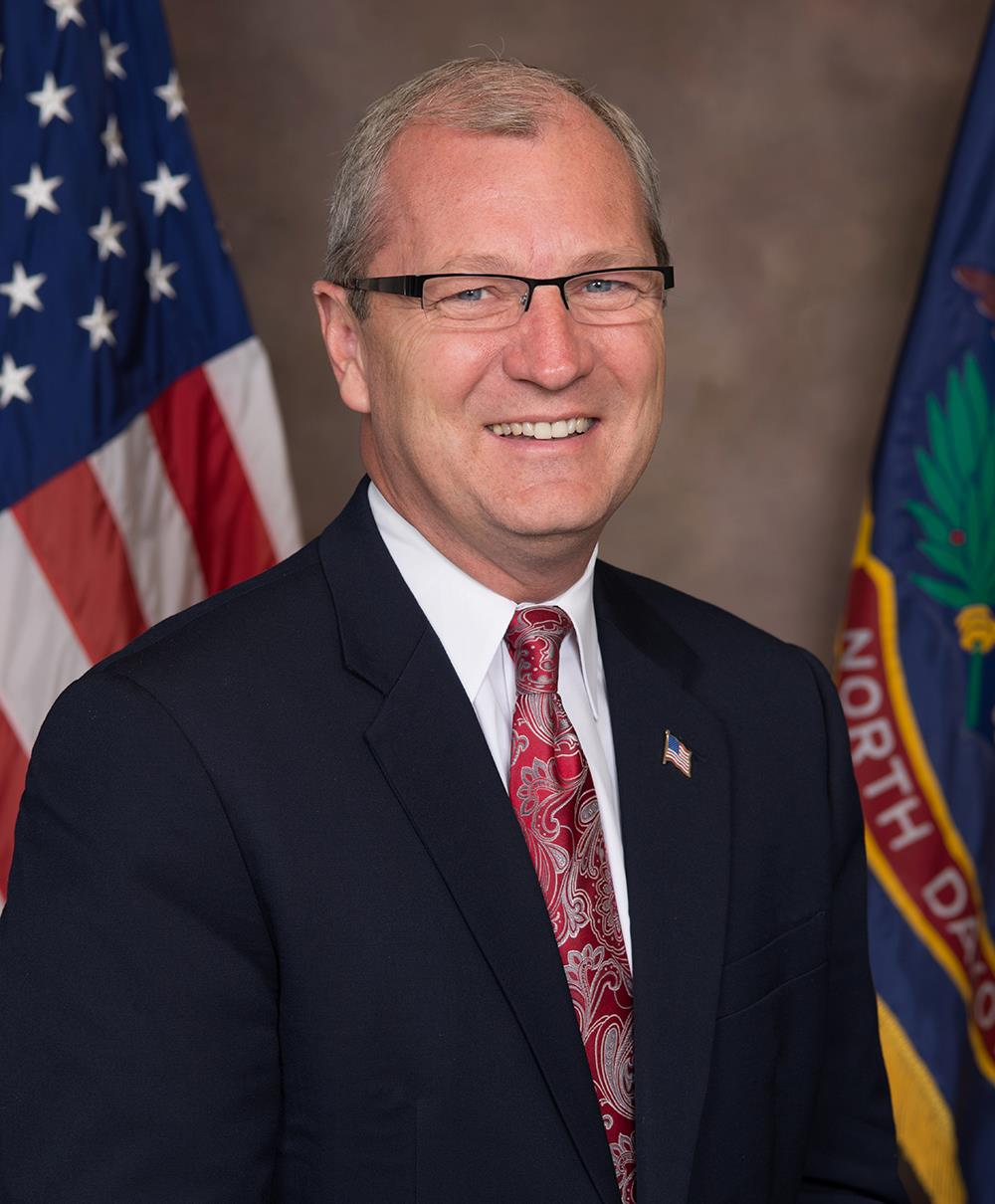
أول صورة رسمية لكرامر خلال المؤتمر الـ 113

### الانتخابات

#### 1996
في عام 1996، أقنع زعيم الأغلبية في مجلس النواب ديك أرمي من تكساس - وهو من مواطني داكوتا الشمالية - كريمر بتحدي عضو الكونجرس الأمريكي الديمقراطي إيرل بوميروي على مقعد شمال داكوتا العام في الكونجرس. هزمه بوميروي بنسبة 55-43٪.

#### 1998
في عام 1998، واجه كريمر بوميروي في دورة انتخابية ثانية. هزمه بوميروي مرة أخرى، 56-41٪.

#### 2010
في 14 يناير 2010، أعلن كريمر أنه سيرشح نفسه لمقعد داكوتا الشمالية في مجلس النواب الأمريكي للمرة الثالثة في انتخابات 2010.في أوائل عام 2010، ظهر في اجتماعات مجلس مدينة داكوتا الشمالية، حيث عارض قانون الرعاية الصحية .حضر كريمر العديد من تجمعات حركة الشاي في داكوتا الشمالية، حيث تحدث عن الطاقة والضرائب والوظائف ودستور الولايات المتحدة[بحاجة لمصدر أفضل].في مؤتمر الدولة للحزب الجمهوري في مارس 2010، تم ترشيح زعيم الأغلبية السابق في مجلس النواب ريك بيرج كمرشح جمهوري للكونغرس.

#### 2012
في عام 2012، تقاعد النائب ريك بيرج من أجل الترشح لمجلس الشيوخ الأمريكي. قرر كريمر الترشح للمقعد للمرة الرابعة.
العديد من الجماعات المحافظة الوطنية، بما في ذلك جماعة الأعمال الحرة ونادي النمو، أيد كريمر، في حين أيد بيرغ منافس كريمر، زميله مفوض الخدمة العامة براين كالك.في الانتخابات التمهيدية للحزب الجمهوري في يونيو 2012، حصل كريمر على 54405 أصواتًا (54٪) مقابل 45415 صوتًا لكالك (45٪).
ن في الانتخابات العامة في نوفمبر 2012، هزم كريمر مرشح الحزب الديمقراطي بام غولسون، وحصل على 173.585 صوتًا (55 ٪) مقابل 131,870 صوتًا لغولسون (42 ٪). حصل مرشح الحزب الليبرالي إريك أولسون على حوالي 3٪ من الأصوات.
أدى كريمر اليمين الدستورية في 3 يناير 2013.

#### 2014
في عام 2014، ترشح كريمر لإعادة انتخابه ولم يواجه معارضة في الانتخابات التمهيدية للحزب الجمهوري. فاز في الانتخابات العامة بنسبة 55٪ من الأصوات، متغلبًا على المرشح الديموقراطي جورج ب. سينر الذي حصل على 38٪.حصل المرشح الليبرالي جاك سيمان على أقل بقليل من 6٪.

#### 2016
في عام 2016، ترشح كريمر لولاية ثالثة في الكونجرس. لم يكن هناك معارضة في الانتخابات التمهيدية وهزم المرشح الديمقراطي تشيس آيرون آيز، وهو ناشط أمريكي أصلي، في الانتخابات العامة.

## مراجع

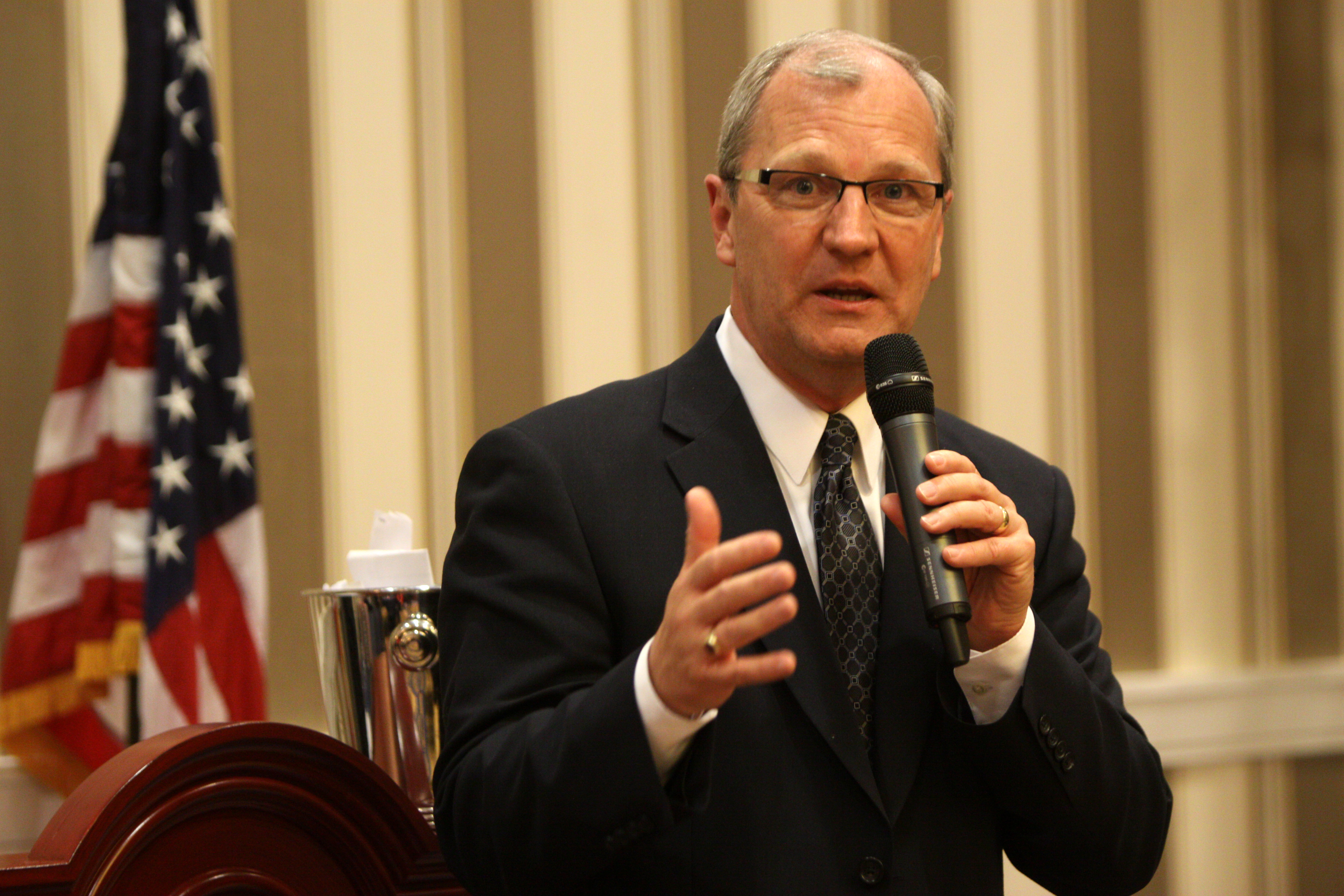
كريمر يتحدث في 2013 مؤتمر العمل السياسي المحافظ في ناشيونال هاربور ، ماريلاند.